# Maulay
Maulay település Franciaországban, Vienne megyében. Lakosainak száma 187 fő (2022. január 1.). Maulay Ceaux-en-Loudun, La Roche-Rigault, Dercé, Nueil-sous-Faye és Pouant községekkel határos.

## Népesség
A település népességének változása:
| Lakosok száma | 195  | 187  | 185  | 182  | 178  | 174  | 172  | 179  | 187  |
|               | 2013 | 2015 | 2016 | 2017 | 2018 | 2019 | 2020 | 2021 | 2022 |